# Postmates
Postmates — це американська служба доставки їжі, заснована 2011 року. Сервіс належить Uber, і пропонує доставку страв, приготовлених у ресторанах, та інших товарів по місту. Станом на лютий 2019 року Postmates працює у 2940 містах США.
6 липня 2020 року Uber оголосив, що придбає Postmates за $2,65 млрд, і 1 грудня 2020 року було укладено угоду. Основними конкурентами Postmates є Grubhub, DoorDash та його «сестринська служба» Uber Eats.

## Історія
Postmates була заснована в 2011 році Бастіаном Леманном, Шоном Плейсом і Семом Стріт після визнання проблеми з доставкою хот-догів.
Штаб-квартира знаходиться в Сан-Франциско, Каліфорнія. Postmates була частиною першого потоку акселераторів Angelpad. Серед ранніх інвесторів: Uncork Capital, Russell Cook, Наваль Равікант, Matrix Partners, Девід Ву, AngelPad, Томас Корт, Каріне Магескас і Енді МакЛафлін.
У грудні 2014 року Postmates відкрила для торговців свій мобільний додаток, щоб дозволити малому бізнесу конкурувати за доставку споживчих товарів з великими компаніями, такими як Amazon. У тому ж місяці компанія оголосила, що завершила свою мільйонну поставку і що в її мережі було понад 6000 драйверів.
У червні 2015 року Postmates оголосила, що перевищила 2,5 мільйона поставок на 28 ринках і розширилась до 13 000 кур'єрів.
У вересні 2015 року Postmates оновили додаток, додавши можливість відстежувати доставку, дарувати страви іншим та бачити приблизний час доставки.
У листопаді 2017 року Postmates запустила послугу в Мехіко, першому місці за межами США. Діяльність у Мексиці припинилась в грудні 2019 року через відсутність зростання та бажання зосередитися на американському ринку.
У 2018 році Postmates запустила послугу в 134 нових містах США, в результаті чого загальна кількість задіяних міст у США становила 550.
У вересні 2018 року Postmates оголосила, що залучила додаткове фінансування на 300 мільйонів доларів під керівництвом Tiger Global Management. Fortune повідомили, що за угодою Postmates оцінено у 1,2 мільярда доларів.
13 грудня 2018 року Postmates представили Serve — внутрішньо розроблений автономний робот доставки.
У січні 2019 року Postmates залучила інвестиції BlackRock у розмірі 100 мільйонів доларів разом із Spark Capital, Founders Fund, Uncork Capital та Slow Ventures. Загальна оцінка компанії досягла 1,85 млрд доларів.
У травні 2019 року Postmates змінили свою структуру оплати праці працівників служби доставки, скасувавши гарантію мінімальної заробітної плати в розмірі 4 долари за робоче місце, змінивши базову ставку за роботу та ставку за милю на деяких ринках. Робоча група Вашингтон, що входить до профспілки SEIU, закликала кур'єрів відмовлятися від роботи з Postmates. Компанія захищала свою модифіковану структуру оплати праці, посилаючись на покращення ефективності та політику дозволу працівникам дотримуватись усіх підказок, не враховуючи їх до інших компенсацій.

## Критика

### Монопольна поведінка
У квітні 2020 року група жителів Нью-Йорка подала до суду на DoorDash, GrubHub, Postmates та Uber Eats, звинувативши їх у монополії на ринку. Компанії у своїх додатках перераховували ресторани, лише якщо їх власники підписали контракти щодо однакової ціни для відвідувачів та клієнтів доставки. Позивачі заявляли, що ця домовленість збільшує вартість для споживачів, які приходять до закладу.